# Kijevskaja (Arbatsko-Pokrovskajalinjen)
Kijevskaja (ryska: Киевская), är en tunnelbanestation på Arbatsko–Pokrovskaja-linjen i Moskvas tunnelbana. Stationen är en "trippelstation", vilket innebär att tre stationer på tre olika linjer ligger i direkt anslutning till varandra, de två andra är stationerna är Kijevskaja (Koltsevaja) och Kijevskaja (Filjovskaja). 
Namnet Kievskaja kommer av att stationen ligger i nära anslutning till järnvägsstationen Kievskijstationen. 
Kievskaja är överdådigt inredd och öppnades 1953. De fyrkantiga pelarna är klädda med vit Uralmarmor och konstfullt mönstrade keramiska plattor. Taken är dekorerade med en serie fresker av olika konstnärer, och skildrar livet i Ukraina. En stor mosaik vid plattformens ena ände högtidlighåller 300-årsminnet av återföreningen av Ryssland och Ukraina. Ljuset kommer från en rad sexkantiga ljuskronor.
Kievskaja har ingen egen vestibul, i stället leder rulltrappor till Kijevskajastationen på Koltsevajalinjen, och vidare till denna stations entré, som är inbyggd i järnvägsstationen Kievskijstationen. 
I ett halvt århundrade var Kijevskaja Arbatsko–Pokrovskajalinjens västliga slutstation, men 2003 förlängdes linjen vidare mot Park Pobedy.